# Gruppendiskussion
Die Gruppendiskussion ist eine Erhebungsmethode der empirischen Sozialforschung, bei der im Gegensatz zu Erhebungen mit einzelnen Individuen die thematischen Aussagen einer Gruppe bzw. die Kommunikation in einer Gruppe erfasst werden soll. Die Gruppendiskussionsmethode ist v. a. in qualitativ ausgerichteten Forschungen der Sozial- und Erziehungswissenschaften von Bedeutung. In der Marktforschung kommen Gruppendiskussionen ebenfalls häufig zum Einsatz.

## Entstehung und Weiterentwicklungen des Verfahrens

### Der Ursprung in den USA
Der Einsatz von Gruppendiskussionen im Kontext empirischer Sozialforschung lässt sich bis in die 1930er Jahre zurückverfolgen. In den USA setzten Kurt Lewin und später auch seine Schüler Gruppendiskussionen im Rahmen sozialpsychologischer Untersuchungen ein, um zu erforschen, wie Gruppenprozesse das Verhalten einzelner Gruppenmitglieder beeinflussen. Diese Gruppendiskussionen hatten einen der psychologischen Forschungstradition verpflichteten, eher experimentellen Charakter: „Kurt Lewin kam es weniger auf die Äußerungen der einzelnen Gruppenmitglieder an, sondern für ihn standen vielmehr Gruppenprozesse, die Gruppendynamik, die Ermittlung der Wirkungen und Wechselwirkungen einzelner Variablen, die für das Verhältnis von Individuum und Gruppe bedeutsam sind, im Mittelpunkt. Es handelte sich also noch nicht um explizit qualitative Methoden, sondern eher um eine spezifische Ausprägung quantitativer Sozialforschung“.

### Friedrich Pollock: Das Gruppenexperiment
Diese Konzeption änderte sich jedoch mit der ersten Anwendung des Gruppendiskussionsverfahrens 1950/1951 in Deutschland: Friedrich Pollock erforschte mit seinem „Gruppenexperiment“ am Frankfurter Institut für Sozialforschung politische Einstellungen unter dem Eindruck des Zweiten Weltkriegs. Ziel war es, „wichtige Aspekte der deutschen öffentlichen Meinung zu ermitteln, das, was auf dem Gebiet der politischen Ideologie in der Luft liegt, die ‚transsubjektiven‘ Faktoren zu studieren und insbesondere verstehen zu lernen, auf welche Weise und in welchem Umfang sie sich dem Einzelnen gegenüber durchsetzen.“ Die besondere Eignung des Gruppendiskussionsverfahrens für dieses Erkenntnisinteresse leitete Pollock unmittelbar aus seiner Kritik an der verbreiteten Vorgehensweise zur Ermittlung der öffentlichen Meinung in Form von repräsentativen Umfragen ab. Hierbei werde die öffentliche Meinung lediglich als „Summenphänomen“ individueller Meinungen behandelt und gleichzeitig vorausgesetzt, jedes Individuum verfüge über eine ‚fertige‘ individuelle Meinung, die lediglich durch einen Fragebogen erhoben werden müsse.
Pollocks Ansicht zufolge „entstehen und wirken [Meinungen und Einstellungen; J.S.] nicht isoliert, sondern in ständiger Wechselbeziehung zwischen dem Einzelnen und der unmittelbar und mittelbar auf ihn einwirkenden Gesellschaft. Sie sind oft nicht sonderlich dezidiert, sondern stellen eher ein vages und diffuses Potential dar. Dem Einzelnen werden sie häufig erst während der Auseinandersetzung mit anderen Menschen deutlich“.
Die Diskussion in einer Gruppe sollte eine solche Auseinandersetzung ermöglichen, in der individuelle Meinungen explizierbar ausgeformt werden und zudem bewusste und unbewusste Widerstände der Individuen überwunden werden, die in standardisierten Interviewsituationen zu Blockaden und Rationalisierungen führen. In dieser Absicht stellte die Verwendung eines Grundreizes ein wichtiges Element dar. Ein fiktiver Brief, der den Teilnehmern als Tonbandaufnahme vorgespielt wurde, sollte nicht nur als thematische Grundlage dienen, sondern darüber hinaus „durch Anrühren psychologischer Nervenpunkte eine stimulierende Wirkung ausüben und die Diskussionsteilnehmer dazu veranlassen, aus der sonst bei affektiv besetzten Themen häufig beobachteten Reserve herauszugehen“.
Um das Gruppenexperiment entfaltete sich eine Kontroverse zwischen dem Sozialpsychologen Peter Hofstätter und Theodor W. Adorno, der zu dem Band eine umfangreiche Monografie über das Verhältnis zwischen „Schuld und Abwehr“ beigetragen hatte. Hofstätter brachte seine Argumente, die sich mit den vergangenheitspolitisch avancierten Argumenten Adornos nicht anfreunden konnte, im Medium der Methodenkritik vor, eine argumentative Volte, die Adorno durchschaute und entlarvte. Das Frankfurter Institut für Sozialforschung setzte die Gruppendiskussionsmethode in den Folgejahren in einer Reihe von Forschungsprojekten ein, unter anderem bei der Erforschung der Einstellung von Industriearbeitern zur Montanmitbestimmung im Mannesmann-Konzern oder zur Untersuchung der antidemokratischen Einstellungen von Spätheimkehrern aus sowjetischer Kriegsgefangenschaft. Mit diesen Auftragsforschungen setzte das Institut für Sozialforschung die Anwendung des für die 1950er Jahre ausgesprochen innovativen Gruppendiskussionsverfahrens jedoch zum wiederholten Male der Methodenkritik von Experten der angewandten Psychologie aus, weil auch hier die Ergebnisse, die das Institut für Sozialforschung erhob, dem Zeitgeist zum Teil erheblich widersprachen.

### Werner Mangold: Informelle Gruppenmeinungen
Eine Wendung erfuhr das Gruppendiskussionsverfahren durch den Ansatz von Werner Mangold. Indem er Pollocks Konzept aufgriff und weiterführte, kam er zu dem Schluss, dass Gruppendiskussionen gerade wegen der sozialen Kontextualität der geäußerten Einstellungen ein ungeeignetes Instrument zur Erhebung individueller Meinungen darstellen. Er verschob das Erkenntnisinteresse deshalb hin zur Erfassung informeller Gruppenmeinungen. „Komparative Analysen von Diskussionsprotokollen haben gezeigt, dass sich in verschiedenen Diskussionsgruppen gleicher sozialer Struktur in der Tat inhaltlich gleichartige informelle Gruppenmeinungen manifestieren können.“ „Homogene Diskussionsgruppen von Arbeitern, Bauern, kleinen Angestellten und Beamten – um einige Beispiele zu nennen – stimmten untereinander jeweils in der Aufmerksamkeit überein, die bestimmte Themen fanden, in den Perspektiven, aus denen heraus diese erörtert wurden, in den Vorstellungen, die über gesellschaftliche Wirklichkeit bestanden, in der man sich als Arbeiter, als Bauer, als kleiner Angestellter oder Beamter zu befinden glaubte.“ Mangold ging davon aus, dass diese informelle Gruppenmeinungen keineswegs ein Produkt der Erhebungssituation selbst seien, sondern dass die untersuchten Kollektive auch außerhalb der Gruppendiskussion über solche geteilten Auffassungen verfügen, die innerhalb der Gruppendiskussion lediglich aktualisiert werden. Damit ist ein externer Gültigkeitsanspruch bezüglich der informellen Gruppenmeinung verbunden, der in der Folge vor allem von Nießen auf dem Hintergrund des interpretativen Paradigmas bezweifelt wurde.
Nießen untersuchte in den 1970er Jahren Interaktionsprozesse in Realgruppen. Gemäß der theoretischen Position des symbolischen Interaktionismus ist soziales Handeln maßgeblich durch Interpretationsleistungen und wechselseitige Sinnzuschreibungen der miteinander Agierenden konstituiert. Um solche Prozesse angemessen erheben zu können, erschien Nießen die Duade einer gewöhnlichen Befragungssituation ungeeignet. In der Gruppendiskussion hingegen werden gerade diese Prozesse des situativen Aushandelns von Sinngehalten für den Forscher zugänglich. „Allerdings schien es im Verständnis des ‚interpretativen Paradigmas‘ nun schwierig, bei aller Prozeßhaftigkeit noch Strukturen zu identifizieren“ – Nießen folgerte aus seinen Untersuchungen, dass die in solchen Diskussionen geäußerten (Gruppen-)Meinungen aufgrund ihrer situativen Kontextualität keine Geltung über die konkrete Erhebungssituation hinaus besitzen können.

### Ralf Bohnsack: Gruppendiskussion und Milieuforschung
Diese Position wirft jedoch die Frage auf, welchem Zweck der Einsatz von Gruppendiskussionen in der empirischen Sozialforschung zu dienen vermag. Eine Antwort darauf liefert Ralf Bohnsack mit einer methodologischen Umformulierung des Mangoldschen Konzepts: Der Ansatz informeller Gruppenmeinungen wird zu einem „Modell kollektiver Orientierungsmuster“ ausgearbeitet. Entscheidend ist dabei die Loslösung vom Begriff der Gruppe, an dessen Stelle Karl Mannheims Konzept konjunktiver Erfahrungsräume tritt. Die Bedeutung dieser begrifflichen Unterscheidung wird am Beispiel des Generationenzusammenhangs deutlich: „Sprechen wir also von ‚konkreter Gruppe‘, wenn entweder gewachsene oder gestiftete Bindungen Individuen zu einer Gruppe vereinigen, so ist der Generationenzusammenhang ein Miteinander von Individuen, in dem man zwar auch durch etwas verbunden ist; aber aus dieser Verbundenheit ergibt sich zunächst noch keine konkrete Gruppe“. Dem gemeinsamen Leben wird also das gemeinsame Erleben gegenübergestellt; hinter individuell-prozesshaften Sinnzuschreibungen werden kollektiv-strukturelle Sinnmuster erkennbar.
Diese kollektiven Orientierungsmuster bezieht Bohnsack hauptsächlich auf den Milieubegriff, den er ausdifferenziert in Generations-, Geschlechts-, Bildungs- und sozialräumliche Milieus. Gleichzeitig betont er die Bedeutung der Milieuanalyse für die Biographieforschung, weil die individuellen biographischen Erlebnisse und Erfahrungen immer durch einen milieuspezifischen Kontext geprägt sind. Der klassischen biographischen Forschung in Form narrativer Interviews werden die Einflüsse von Milieus allerdings nur als integrierter Aspekt der geschlossenen Lebenserzählung zugänglich. Hier sieht Bohnsack ein bedeutendes Anwendungsfeld für Gruppendiskussionen: Die „unterschiedlichen milieuspezifischen Wirklichkeiten, an denen das Individuum teil hat und die es immer erst retrospektiv und aspekthaft verinnerlicht, sind aber auf dem Wege des Gruppendiskussionsverfahrens einer direkten empirischen Analyse zugänglich“. Im Modell kollektiver Orientierungsmuster steht also nicht länger die Meinung einer Gruppe im Vordergrund, sondern die sie bedingenden Strukturen gemeinsamer milieuspezifischer und biographischer Erfahrungen. Zur Rekonstruktion dieser Orientierungsmuster hat Bohnsack die dokumentarische Methode ausgearbeitet; mittlerweile ein Standard-Verfahren der qualitativen Sozialforschung, das auch bei der Interpretation von Interviews wie der Analyse von Bildern und Filmen zur Anwendung kommt.